# Süpplingenburg
Süpplingenburg es un municipio situado en el distrito de Helmstedt, en el estado federado de Baja Sajonia (Alemania), a una altitud de 115 metros. Su población a finales de 2016 era de unos 650 habitantes y su densidad poblacional, 45 hab/km².
Se encuentra ubicado a poca distancia al oeste del estado de Sajonia-Anhalt.